# Hela Australien bakar
Hela Australien bakar (engelska: The Great Australian Bake Off) är ett australiensiskt tävlings- och matlagningsprogram som sänts på Nine Network och som nu sänds på LifeStyle Food i Australien. Programmet sänds på Sjuan i Sverige och är baserat på det brittiska TV-programmet Hela England bakar.

## Säsong 1
Den första säsongen sändes mellan 9 juli 2013 och 27 augusti 2013 och leddes av Shane Jacobson och Anna Gare. Domarna var då Dan Lepard och Kerry Vincent och programmet sändes i Nine Network. Programmet lades av TV-kanalen efter säsongen men köptes senare upp av LifeStyle Food.

### Deltagare
| Deltagare          | Ålder | Sysselsättning      |
| ------------------ | ----- | ------------------- |
| Bliss Nixon        | 23    | Frågesportsvärdinna |
| Brendan Garlick    | 21    | Student             |
| Jonathan Gurfinkel | 35    | IT                  |
| Julie Bonanno      | 41    | Bonde               |
| Maria Vella        | 45    | Arbetsplatslärling  |
| Mark Bartter       | 52    | Redovisningsekonom  |
| Monique Bowley     | 30    | F.d. WNBL-spelare   |
| Nancy Ho           | 22    | Arkitekt            |
| Sara-Jane Smith    | 30    | Lärare              |
| Steve Lovett       | 28    | Boxare              |

## Säsong 2
En andra säsong kommer att spelas in under 2015 då LifeStyle Food köpt upp rättigheterna till programmet. Nya programledare för säsongen kommer att vara Maggie Beer och Matt Moran.